# Diplonemida
Ordre
Les Diplonemida sont un ordre d'Euglénozoaires de la classe des Diplonemea.

## Liste des familles
Selon IRMNG (20 avril 2025) :
- Diplonemidae Cavalier-Smith, 1993
- Eupelagonemidae Okamoto & Keeling in Okamoto et al., 2018
- Hemistasiidae Cavalier-Smith, 2016

## Systématique
Le nom valide complet (avec auteur) de ce taxon est Diplonemida Cavalier-Smith, 1993.